# Dotan (piosenkarz)
Dotan, właściwie Dotan Harpenau (ur. 26 października 1986 w Jerozolimie) – holendersko-izraelski piosenkarz, multiinstrumentalista i producent muzyczny. Większą popularność zdobył po wydaniu singla „Home”, jednak w Polsce stał się popularny dopiero po opublikowaniu utworu „Numb”, który dostał się na szczyt listy AirPlay – Top.

## Życiorys
Jego matka Patty Harpenau jest malarką i pisarką.

### Kariera muzyczna
W 2009 roku wydał swój debiutancki singel pt. „Since I Saw You”. Nie zdobył jednak większej popularności. Następnie zawiesił karierę na dwa lata. Kolejne dwa single wydał w 2011 roku – „This Town” oraz „Where We Belong”. Dostały się one do holenderskich list przebojów. Kompozycje te promowały debiutancki album Dotana Dream Parade, który został wydany 1 stycznia 2011 roku i zajął 55. pozycję na liście Album Top 100 tworzonej przez serwis Dutch Charts.

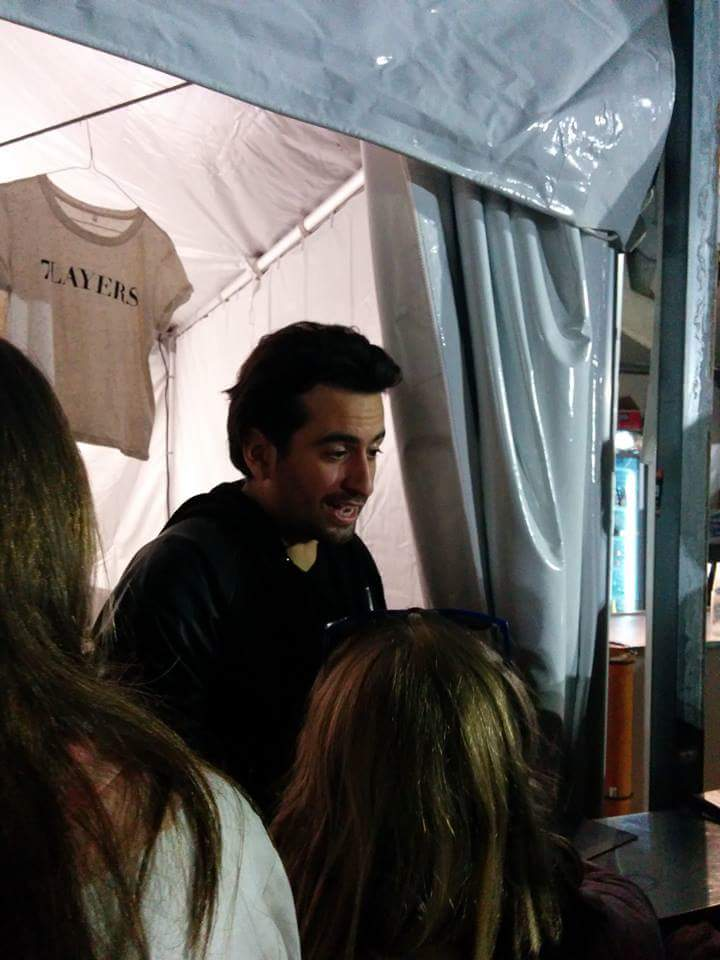
Dotan w 2015 roku

Kolejny album wydał w 2014 roku, po trzyletniej przerwie w tworzeniu muzyki. 7 Layers dostał się na listy przebojów w trzech państwach: w Belgii, Niemczech i Holandii. Został także odznaczony podwójnie platynową płytą na terenie Holandii – w tym kraju został sprzedany w ponad 80 tysiącach sztuk. Krążek promowały trzy single. Najpopularniejszy z nich, „Home”, zajął 1. pozycję we flandryjskiej liście przebojów, a także kolejno 2. i 3. miejsce w listach holenderskich. Singel zdobył status platynowej płyty zarówno w Belgii, jak i w Królestwie Niderlandów.
W 2015 roku piosenkarz zmagał się z problemami z głosem i musiał zrezygnować z udziału w kilku festiwalach.

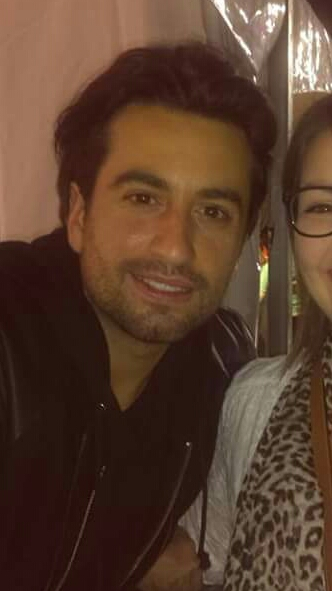
Dotan w 2015 roku

W latach 2016–2018 wydał następne 2 single („Shadow Wind” oraz „Bones”), które nie zdobyły takiej popularności jak wcześniejsze utwory muzyczne Dotana.
W 2019 roku wydał singel „Numb”. Zyskał on duża popularność w Europie Środkowej i Zachodniej: pół roku po opublikowaniu utworu dostał się on do list przebojów Belgii, Białorusi, Holandii, Łotwy, Mołdawii, Szwajcarii, Włoch i Wspólnoty Niepodległych Państw. W Polsce dostał się na szczyt listy AirPlay – Top i utrzymywał się na nim przez trzy tygodnie z rzędu (następnie na jego miejsce dostał się utwór Seleny Gomez „Feel Me”, jednak Dotan powrócił na pierwszą pozycję w kolejnym tygodniu). Znalazł się także na 1. miejscu Poplisty oraz Gorącej 20. Singel promował minialbum Dotana pod tym samym tytułem, który został wydany 22 maja 2020 roku. Zawiera on cztery utwory, z czego trzy zostały wydane jako single.
6 listopada 2020 roku wydał singel „There Will Be a Way”, który stał się przebojem na terenie Holandii i Monako. W Polsce dostał się m.in. do listy przebojów Polskiego Radia Pomorza i Kujaw. W tym samym roku wystąpił gościnnie w utworze Galantis i Hook n Sling pt. „Never Felt A Love Like This”, który został zanotowany w Hot 100 Billboardu, a także w kilku innych listach tego tygodnika.
28 maja 2021 ukazał się trzeci album studyjny Dotana – Satellites. Dostępny jest w formatach digital download, streaming, na płycie kompaktowe i gramofonowej. Dostał się on na 14. pozycję na holenderskiej liście Dutch Album Top 100. Promują go cztery single, w tym wymienione już „Numb” i „There Will Be a Way”, a także „Mercy” oraz tytułowy „Satellites”.

### Życie prywatne
Dotan urodził się w Jerozolimie, jednak przeprowadził się do Amsterdamu w pierwszym roku życia.

## Kontrowersje
W kwietniu 2018 roku po kilku miesiącach badań, holenderska gazeta „De Volkskrant” ujawniła, że Dotan skorzystał z pomocy co najmniej 140 kont pacynek, aby poprawić swoją reputację w Internecie. „De Volkskrant” ujawniła również, że kierownictwo Dotana wielokrotnie próbowało zmienić artykuł Dotana w niderlandzkojęzycznej Wikipedii. Piosenkarz później potwierdził istnienie tych kont i przeprosił.

## Dyskografia

### Albumy studyjne
| Rok                                                     | Dane dot. albumu | Najwyższe pozycje na listach | Najwyższe pozycje na listach | Najwyższe pozycje na listach | Najwyższe pozycje na listach | Certyfikat                | Sprzedaż       |
| Rok                                                     | Dane dot. albumu | NLD                          | BEL (Fla)                    | BEL (Wal)                    | GER                          | Certyfikat                | Sprzedaż       |
| ------------------------------------------------------- | --- | ---------------------------- | ---------------------------- | ---------------------------- | ---------------------------- | ------------------------- | -------------- |
| 2011                                                    | Dream Parade - Wydany: 1 stycznia 2011 - Wytwórnia: Universal Music, Capitol Music - Format: Digital download, streaming, CD | 55                           | –                            | –                            | –                            |                           |                |
| 2014                                                    | 7 Layers - Wydany: 31 stycznia 2014 - Wytwórnia: Universal Music, EMI - Format: Digital download, streaming, CD, winyl       | 1                            | 7                            | 43                           | 21                           | - NLD: 2× platynowa płyta | - NLD: 80 000+ |
| 2021                                                    | Satellites - Wydany: 28 maja 2021 - Wytwórnia: Universal Music - Format: Digital download, streaming, CD, winyl              | 14                           | 80                           | –                            | –                            |                           |                |
| „–” oznacza, że album nie był notowany na danej liście. | |                              |                              |                              |                              |                           |                |

### Minialbumy
| Rok  | Dane dot. albumu                                                                                    |
| ---- | --------------------------------------------------------------------------------------------------- |
| 2020 | Numb - Wydany: 22 maja 2020 - Wytwórnia: Firefly Music - Format: Digital download, streaming, winyl |

### Single
Jako główny artysta
| Rok                                                       | Tytuł                 | Najwyższe pozycje na listach | Najwyższe pozycje na listach | Najwyższe pozycje na listach | Najwyższe pozycje na listach | Najwyższe pozycje na listach | Najwyższe pozycje na listach | Najwyższe pozycje na listach | Najwyższe pozycje na listach | Najwyższe pozycje na listach | Najwyższe pozycje na listach | Najwyższe pozycje na listach | Najwyższe pozycje na listach | Najwyższe pozycje na listach | Najwyższe pozycje na listach | Najwyższe pozycje na listach | Certyfikat                                               | Sprzedaż                                     | Album           |
| Rok                                                       | Tytuł                 | NLD (Top 100)                | NLD (Top 40)                 | BEL (Fla)                    | BEL (Wal)                    | BLR                          | GER                          | MCO                          | MDA                          | POL                          | LUX                          | LAT                          | SWI                          | ITA                          | WNP                          | WNP                          | Certyfikat                                               | Sprzedaż                                     | Album           |
| Rok                                                       | Tytuł                 | NLD (Top 100)                | NLD (Top 40)                 | BEL (Fla)                    | BEL (Wal)                    | BLR                          | GER                          | MCO                          | MDA                          | POL                          | LUX                          | LAT                          | SWI                          | ITA                          | Radio                        | All Media                    | Certyfikat                                               | Sprzedaż                                     | Album           |
| --------------------------------------------------------- | --------------------- | ---------------------------- | ---------------------------- | ---------------------------- | ---------------------------- | ---------------------------- | ---------------------------- | ---------------------------- | ---------------------------- | ---------------------------- | ---------------------------- | ---------------------------- | ---------------------------- | ---------------------------- | ---------------------------- | ---------------------------- | -------------------------------------------------------- | -------------------------------------------- | --------------- |
| 2009                                                      | „Since I Saw You”     | –                            | –                            | –                            | –                            | –                            | –                            | –                            | –                            | –                            | –                            | –                            | –                            | –                            | –                            | –                            |                                                          |                                              | –               |
| 2011                                                      | „This Town”           | 20                           | 29                           | –                            | –                            | –                            | –                            | –                            | –                            | –                            | –                            | –                            | –                            | –                            | –                            | –                            |                                                          |                                              | Dream Parade    |
| 2011                                                      | „Where We Belong”     | 90                           | –                            | –                            | –                            | –                            | –                            | –                            | –                            | –                            | –                            | –                            | –                            | –                            | –                            | –                            |                                                          |                                              | Dream Parade    |
| 2014                                                      | „Fall”                | 52                           | 29                           | –                            | –                            | –                            | –                            | –                            | –                            | –                            | –                            | –                            | –                            | –                            | –                            | –                            | - NLD: platynowa płyta                                   | - NLD: 30 000+                               | 7 Layers        |
| 2014                                                      | „Home”                | 3                            | 2                            | 1                            | 6                            | –                            | 51                           | –                            | –                            | –                            | 59                           | –                            | –                            | –                            | –                            | –                            | - BEL: 2× platynowa płyta - NLD: 2× platynowa płyta      | - BEL: 40 000+ - NLD: 60 000+                | 7 Layers        |
| 2014                                                      | „Hungry”              | 24                           | 12                           | 5                            | –                            | –                            | –                            | –                            | –                            | –                            | –                            | –                            | –                            | –                            | –                            | –                            | - BEL: złota płyta - NLD: złota płyta                    | - BEL: 10 000+ - NLD: 15 000+                | 7 Layers        |
| 2016                                                      | „Shadow Wind”         | 88                           | 25                           | –                            | –                            | –                            | –                            | –                            | –                            | –                            | –                            | –                            | –                            | –                            | –                            | –                            |                                                          |                                              | ―               |
| 2017                                                      | „Bones”               | –                            | –                            | –                            | –                            | –                            | –                            | –                            | –                            | –                            | –                            | –                            | –                            | –                            | –                            | –                            |                                                          |                                              | ―               |
| 2019                                                      | „Numb”                | 86                           | 20                           | –                            | –                            | 2                            | –                            | –                            | 17                           | 1                            | –                            | 29                           | 98                           | 82                           | 2                            | 7                            | - ITA: złota płyta - NLD: złota płyta - POL: złota płyta | - ITA: 35 000+ - NLD: 40 000+ - POL: 10 000+ | Numb Satellites |
| 2019                                                      | „Letting Go”          | –                            | –                            | –                            | –                            | –                            | –                            | –                            | –                            | –                            | –                            | –                            | –                            | –                            | –                            | –                            |                                                          |                                              | Numb            |
| 2020                                                      | „There Will Be a Way” | 78                           | 26                           | –                            | –                            | –                            | –                            | 21                           | –                            | –                            | –                            | –                            | –                            | –                            | –                            | –                            |                                                          |                                              | Satellites      |
| 2021                                                      | „Mercy”               | –                            | –                            | –                            | –                            | –                            | –                            | –                            | –                            | –                            | –                            | –                            | –                            | –                            | –                            | –                            |                                                          |                                              | Satellites      |
| 2021                                                      | „Satellites”          | –                            | –                            | –                            | –                            | –                            | –                            | –                            | –                            | –                            | –                            | –                            | –                            | –                            | –                            | –                            |                                                          |                                              | Satellites      |
| „–” oznacza, że singiel nie był notowany na danej liście. |                       |                              |                              |                              |                              |                              |                              |                              |                              |                              |                              |                              |                              |                              |                              |                              |                                                          |                                              |                 |

Jako artysta gościnny

| Rok  | Tytuł                                                                        | Najwyższe pozycje na listach | Najwyższe pozycje na listach | Najwyższe pozycje na listach | Album  |
| Rok  | Tytuł                                                                        | US                           | US                           | US                           | Album  |
| Rok  | Tytuł                                                                        | Hot 100                      | Dance/Mix                    | Dance/Elect.                 | Album  |
| ---- | ---------------------------------------------------------------------------- | ---------------------------- | ---------------------------- | ---------------------------- | ------ |
| 2020 | „Never Felt A Love Like This” (Galantis oraz Hook n Sling, gościnnie: Dotan) | 20                           | 20                           | 25                           | Church |

Single promocyjne
| Rok                                                       | Tytuł                          | Najwyższe pozycje na listach | Album |
| Rok                                                       | Tytuł                          | NLD (Top 40)                 | Album |
| --------------------------------------------------------- | ------------------------------ | ---------------------------- | ----- |
| 2020                                                      | „Bleeding” (wersja akustyczna) | –                            | Numb  |
| „–” oznacza, że singiel nie był notowany na danej liście. |                                |                              |       |

### Inne notowane utwory
| Rok                                                     | Tytuł              | Najwyższe pozycje na listach | Najwyższe pozycje na listach | Najwyższe pozycje na listach | Album        |
| Rok                                                     | Tytuł              | BEL (Fla)                    | NLD (Top 100)                | NLD (Top 40)                 | Album        |
| ------------------------------------------------------- | ------------------ | ---------------------------- | ---------------------------- | ---------------------------- | ------------ |
| 2011                                                    | „Tell a Lie”       | –                            | –                            | –                            | Dream Parade |
| 2014                                                    | „7 Layers”         | –                            | –                            | –                            | 7 Layers     |
| 2014                                                    | „Home II”          | –                            | –                            | –                            | 7 Layers     |
| 2014                                                    | „Let the River In” | –                            | 53                           | 31                           | 7 Layers     |
| „–” oznacza, że utwór nie był notowany na danej liście. |                    |                              |                              |                              |              |

### Teledyski
| Tytuł                                                                       | Rok                 | Reżyseria            | Produkcja           | Źr.                 |
| Jako główny artysta                                                         | Jako główny artysta | Jako główny artysta  | Jako główny artysta | Jako główny artysta |
| --------------------------------------------------------------------------- | ------------------- | -------------------- | ------------------- | ------------------- |
| „Home”                                                                      | 2014                | nieznani             | nieznani            | [ 60 ]              |
| „Let the River In”                                                          | 2015                | nieznani             | nieznani            | [ 61 ]              |
| „Shadow Wind”                                                               | 2016                | nd.                  | nd.                 | [ 62 ]              |
| „Bones”                                                                     | 2017                | nieznani             | nieznani            | [ 63 ]              |
| „Numb”                                                                      | 2019                | Christy Tattershall  | Christy Tattershall | [ 64 ]              |
| „Letting Go”                                                                | 2020                | Christy Tattershall  | Molly Denton        | [ 65 ]              |
| „Bleeding”                                                                  | 2020                | nd.                  | nd.                 | [ 66 ]              |
| „No Words”                                                                  | 2020                | nieznani             | nieznani            | [ 67 ]              |
| „There Will Be A Way”                                                       | 2020                | Franklin & Marchetta | Gina Burns          | [ 68 ]              |
| „Mercy”                                                                     | 2021                | Franklin & Marchetta | Lowkey Films        | [ 69 ]              |
| „Satellites” (16 mm)                                                        | 2021                | Franklin & Marchetta | Lowkey Films        | [ 70 ]              |
| Jako artysta gościnny                                                       |                     |                      |                     |                     |
| „Never Felt A Love Like This” (Galantis oraz Hook n Sling, gościnnie Dotan) | 2020                | nieznani             | nieznani            | [ 71 ]              |